# Teatro Amadeo Roldán
El Teatro Auditorium Amadeo Roldán es un teatro en La Habana, Cuba. 

## Historia
El teatro fue construido en 1929. Fue destruido en 1977 por un pirómano. Permaneció destruido y clausurado durante varios años, hasta que fue reconstruido y reinaugurado en 1999, como la sede de la Orquesta Sinfónica Nacional de Cuba. La Orquesta toca cada domingo a las 23.
Ubicado en un monumental edificio moderno, que alguna vez albergó al Auditorium de La Habana, actualmente consiste de dos salas: la Amadeo Roldán y la García Caturla, en donde se ofrecen conciertos de orquestas sinfónicas, recitales de piano, y una mezcla de música clásica y contemporánea. 
El Amadeo Roldán posee 886 asientos, para conciertos importantes como los de Egberto Gismonti y Leo Brouwer. La Sala Caturla es para bandas pequeñas y posee la capacidad para 276 espectadores. El teatro, además de ser la sede de la Orquesta Sinfónica Nacional, es también sede de prestigiosos eventos internacionales, como el "Encuentro Internacional de Guitarra".

## Dirección
Calle Calzada, e/Calle D y Calle E, Vedado, La Habana 10400